# Iván Romeo
Iván Romeo Abad (Valladolid, 16 de agosto de 2003) es un deportista español que compite en ciclismo en la modalidad de ruta y pertenece al equipo Movistar.
Ganó una medalla de oro en el Campeonato Mundial de Ciclismo en Ruta de 2024 y una medalla de plata en el Campeonato Europeo de Ciclismo en Ruta de 2023, ambas en categoría sub-23.

## Trayectoria
Formado en el equipo MMR de Samuel Sánchez, en 2022 fichó por el equipo estadounidense Hagens Berman Axeon. En 2023 se unió el equipo español Movistar de categoría UCI WorldTeam y ganó una etapa en el Tour del Porvenir y la medalla de plata en la prueba de ruta sub-23 del Campeonato Europeo.
En 2024 se coronó campeón en el Mundial, en la prueba de contrarreloj sub-23, con un tiempo de 36:42,70.

## Medallero internacional
| Campeonato Mundial | Campeonato Mundial     | Campeonato Mundial | Campeonato Mundial  |
| Año                | Lugar                  | Medalla            | Competición         |
| ------------------ | ---------------------- | ------------------ | ------------------- |
| 2024               | Zúrich (Suiza)         | Medalla de oro     | Contrarreloj sub-23 |
| Campeonato Europeo |                        |                    |                     |
| Año                | Lugar                  | Medalla            | Competición         |
| 2023               | Drenthe (Países Bajos) | Medalla de plata   | Ruta sub-23         |

## Palmarés
2023
- 1 etapa del Tour del Porvenir
- 2.º en el Campeonato Europeo en Ruta sub-23

2024
- Campeonato Mundial Contrarreloj sub-23

2025
- 1 etapa de la Vuelta a la Comunidad Valenciana
- 1 etapa de la Critérium del Dauphiné
- Campeonato de España en Ruta

## Resultados

### Grandes Vueltas
| Carrera | Carrera         | 2022 | 2023 | 2024 | 2025  |
| ------- | --------------- | ---- | ---- | ---- | ----- |
|         | Giro de Italia  | —    | —    | —    | —     |
|         | Tour de Francia | —    | —    | —    | 107.º |
|         | Vuelta a España | —    | —    | —    | —     |

—: No participa

Ab.: Abandona

### Clásicas y Campeonatos
| Carrera                 | Carrera                 | 2022 | 2023  | 2024 | 2025 |
| ----------------------- | ----------------------- | ---- | ----- | ---- | ---- |
| Omloop Het Nieuwsblad   | Omloop Het Nieuwsblad   | —    | 76.º  | —    | —    |
| Kuurne-Bruselas-Kuurne  | Kuurne-Bruselas-Kuurne  | —    | Ab.   | —    | —    |
| Strade Bianche          | Strade Bianche          | —    | Ab.   | —    | —    |
|                         | Milán-San Remo          | —    | 59.º  | —    | —    |
| E3 Saxo Classic         | E3 Saxo Classic         | —    | 76.º  | Ab.  | Ab.  |
| Gante-Wevelgem          | Gante-Wevelgem          | —    | Ab.   | —    | Ab.  |
| A Través de Flandes     | A Través de Flandes     | —    | 130.º | —    | —    |
|                         | Tour de Flandes         | —    | Ab.   | —    | —    |
|                         | París-Roubaix           | —    | Ab.   | —    | —    |
| Flecha Valona           | Flecha Valona           | —    | —     | Ab.  | —    |
|                         | Lieja-Bastoña-Lieja     | —    | —     | Ab.  | —    |
| Clásica San Sebastián   | Clásica San Sebastián   | —    | 79.º  | 38.º |      |
| Bretagne Classic        | Bretagne Classic        | —    | Ab.   | 77.º |      |
| Gran Premio de Quebec   | Gran Premio de Quebec   | —    | Ab.   | —    |      |
| Gran Premio de Montreal | Gran Premio de Montreal | —    | Ab.   | —    |      |
| España en Ruta          | España en Ruta          | Ab.  | Ab.   | 38.º | 1.º  |
| España Contrarreloj     | España Contrarreloj     | 9.º  | 19.º  | 6.º  | 4.º  |

—: No participa

Ab.: Abandona

X: No se disputó

## Equipos
- Hagens Berman Axeon (2022)
- Movistar Team (2023-)